# Erebia radnaensis
Erebia radnaensis är en fjärilsart som beskrevs av Hans Rebel 1915. Erebia radnaensis ingår i släktet Erebia och familjen praktfjärilar. Inga underarter finns listade i Catalogue of Life.